# Edward St Aubyn
Edward St Aubyn (Cornovaglia, 14 gennaio 1960) è uno scrittore e giornalista britannico.
È l'autore di sette romanzi, di cui Mother's Milk figura tra i titoli finalisti per il Man Booker Prize 2006, ha vinto il Prix Femina Étranger 2007 e si è aggiudicato il premio South Bank Sky Arts del 2007 nella categoria letteratura. Il suo primo romanzo, Never Mind (1992) gli ha valso il premio Betty Trask. On the Edge (1998) è stato uno dei finalisti per il Guardian Fiction Prize.

## Educazione
Ha frequentato la Westminster School e il Keble College, presso l'Università di Oxford.

## I Melrose
Cinque dei romanzi di St Aubyn, Never Mind, Bad News, Some Hope, Mother's Milk, e At Last compongono il ciclo narrativo de I Melrose. Nel 2013, essi sono stati pubblicati in un unico tomo da Neri Pozza, per la collana Bloom, fatta eccezione per l'ultimo capitolo, uscito separatamente. I romanzi si basano sulla vita dell'autore, cresciuto in una disfunzionale famiglia dell'alta borghesia britannica, il quale ha affrontato la morte di entrambi i genitori, problemi di alcolismo, una dipendenza da eroina, e successivamente la guarigione, il matrimonio e la paternità.
Nel 2012, Mother's Milk è stato adattato per il grande schermo. La sceneggiatura è stata scritta da St Aubyn e dal regista Gerald Fox. Vi compaiono Jack Davenport, Adrian Dunbar, Diana Quick, e Margaret Tyzack nel suo ultimo ruolo.
Nel 2018 il ciclo de I Melrose è diventato una serie televisiva britannica di cinque episodi ideata da David Nicholls e avente per protagonista Benedict Cumberbatch.

## Opere

### PentalogiaI Melrose
- Non importa (Never Mind, 1992), Vicenza, Neri Pozza, 2018 traduzione di Luca Briasco ISBN 978-88-545-1782-0.
- Cattive notizie (Bad News, 1992), Vicenza, Neri Pozza, 2018 traduzione di Luca Briasco ISBN 978-88-545-1783-7.
- Speranza (Some Hope, 1994), Vicenza, Neri Pozza, 2018 traduzione di Luca Briasco ISBN 978-88-545-1784-4.
- La famiglia Melrose (Mother's Milk, 2005), Torino, Einaudi, 2007 traduzione di Maurizio Bartocci ISBN 978-88-06-18913-6.
  - I Melrose (comprendente Never Mind, Bad News, Some Hope, Mother's Milk), Vicenza, Neri Pozza, 2013 traduzione di Luca Briasco e Maurizio Bartocci (Latte materno) ISBN 978-88-545-0658-9.
- Lieto fine (At Last, 2012), Vicenza, Neri Pozza, 2013 traduzione di Luca Briasco ISBN 978-88-545-0657-2.
  - I Melrose (comprendente Never Mind, Bad News, Some Hope, Mother's Milk, At Last), Vicenza, Neri Pozza, 2018 traduzione di Luca Briasco e Maurizio Bartocci (Latte materno) ISBN 978-88-545-1788-2.

### Altri romanzi
- On The Edge (1998)
- Via d'uscita (A Clue to the Exit, 2000), Vicenza, Neri Pozza, 2018 traduzione di Luca Briasco ISBN 978-88-545-1270-2.
- Senza parole (Lost for Words, 2014), Vicenza, Neri Pozza, 2014 traduzione di Luca Briasco ISBN 978-88-545-0777-7.
- La follia di Dumbar (Dunbar, 2017), Vicenza, Neri Pozza, 2019 traduzione di Ada Arduini ISBN 978-88-545-1664-9.
- Doppio cieco (Double Blind (2021), Vicenza, Neri Pozza, 2022 traduzione di Luca Briasco ISBN 978-88-545-2371-5.

## Filmografia

### Cinema
- Mother's Milk regia di Gerald Fox (2012)

### Televisione
- Patrick Melrose di David Nicholls (2018)

## Alcuni riconoscimenti
- 1992 Betty Trask Award vincitore con Never Mind
- 1998 Guardian Fiction Prize finalista con On the Edge
- 2006 Booker Prize finalista con Mother's Milk
- 2007 Prix Femina Étranger vincitore con Mother's Milk
- 2007 South Bank Show award vincitore con Mother's Milk
- 2014 Bollinger Everyman Wodehouse Prize vincitore con Lost for Words

## Ascendenza
|                           |   |                           | Genitori                  |  |  | Nonni |  |  | Bisnonni         |  |  | Trisnonni                         |  |
|                           |   |                           |                           |  |  |       |  |  | Edward St. Aubyn |  |  | sir Edward St. Aubyn, I baronetto |  |
|                           |   |                           |                           |  |  |       |  |  | Edward St. Aubyn |  |  | sir Edward St. Aubyn, I baronetto |  |
|                           |   | Emma Knollys              |                           |  |  |       |  |  | Edward St. Aubyn |  |  |                                   |  |
| Edward Geoffrey St. Aubyn |   |                           |                           |  |  |       |  |  | Edward St. Aubyn |  |  |                                   |  |
|                           |   | Eugenia Susannah Chapman  | David Barclay Chapman     |  |  |       |  |  |                  |  |  |                                   |  |
|                           |   | Eugenia Susannah Chapman  | David Barclay Chapman     |  |  |       |  |  |                  |  |  |                                   |  |
|                           |   | Eugenia Susannah Chapman  | Maria Chatfield           |  |  |       |  |  |                  |  |  |                                   |  |
| Roger St. Aubyn           |   | Eugenia Susannah Chapman  |                           |  |  |       |  |  |                  |  |  |                                   |  |
|                           |   | John Edmond Audley Harvey | John Harvey               |  |  |       |  |  |                  |  |  |                                   |  |
|                           |   | John Edmond Audley Harvey | John Harvey               |  |  |       |  |  |                  |  |  |                                   |  |
|                           |   | John Edmond Audley Harvey | Annie Jane Tennant        |  |  |       |  |  |                  |  |  |                                   |  |
| Andalusia Rosa Harvey     |   | John Edmond Audley Harvey |                           |  |  |       |  |  |                  |  |  |                                   |  |
|                           |   | Rosa Frances Stewart      | hon. Keith Stewart        |  |  |       |  |  |                  |  |  |                                   |  |
|                           |   | Rosa Frances Stewart      | hon. Keith Stewart        |  |  |       |  |  |                  |  |  |                                   |  |
|                           |   | Rosa Frances Stewart      | Mary Caroline Fitzroy     |  |  |       |  |  |                  |  |  |                                   |  |
| Edward St. Aubyn          |   | Rosa Frances Stewart      |                           |  |  |       |  |  |                  |  |  |                                   |  |
|                           | … | …                         |                           |  |  |       |  |  |                  |  |  |                                   |  |
|                           | … | …                         |                           |  |  |       |  |  |                  |  |  |                                   |  |
|                           | … | …                         |                           |  |  |       |  |  |                  |  |  |                                   |  |
| Alastair Mackintosh       | … |                           |                           |  |  |       |  |  |                  |  |  |                                   |  |
|                           |   | …                         | …                         |  |  |       |  |  |                  |  |  |                                   |  |
|                           |   | …                         | …                         |  |  |       |  |  |                  |  |  |                                   |  |
|                           |   | …                         | …                         |  |  |       |  |  |                  |  |  |                                   |  |
| Lorna Mackintosh          |   | …                         |                           |  |  |       |  |  |                  |  |  |                                   |  |
|                           |   | John Josiah Emery         | Thomas J. Emery           |  |  |       |  |  |                  |  |  |                                   |  |
|                           |   | John Josiah Emery         | Thomas J. Emery           |  |  |       |  |  |                  |  |  |                                   |  |
|                           |   | John Josiah Emery         | Kezia Brown               |  |  |       |  |  |                  |  |  |                                   |  |
| Lela Emery                |   | John Josiah Emery         |                           |  |  |       |  |  |                  |  |  |                                   |  |
|                           |   | Leila Alexander           | Charles Tripler Alexander |  |  |       |  |  |                  |  |  |                                   |  |
|                           |   | Leila Alexander           | Charles Tripler Alexander |  |  |       |  |  |                  |  |  |                                   |  |
|                           |   | Leila Alexander           | Julia B. Alexander        |  |  |       |  |  |                  |  |  |                                   |  |
|                           |   | Leila Alexander           |                           |  |  |       |  |  |                  |  |  |                                   |  |